# Can Fontclara
Can Fontclara és una obra de la Selva de Mar (Alt Empordà) inclosa a l'Inventari del Patrimoni Arquitectònic de Catalunya. Està situada al centre del nucli urbà de la població de la Selva de Mar, formant cantonada entre la plaça de la Constitució i el cantó de la Foradada.

## Descripció
Edifici de planta rectangular que consta de dues plantes i golfes. La seva coberta és a un vessant de teula. La façana, arrebossada modernament, ha estat alterada en les obertures, totes senzilles i sense cap element ornamental. La part més destacable de l'interior és la planta baixa, destinada primordialment a celler, on es conserven en notable bon estat les voltes de pedra morterada. Els espais coberts amb voltes són, essencialment, dues galeries que formen una L. Aquestes voltes creen diverses tramades i són d'arestes amb les empremtes del tramat encanyissat combinat amb llates de fusta, emprat en construir-les. Al fons d'aquests espais hi ha una gran tina cilíndrica, d'obra de rebles i morter, exteriorment arrebossada.

## Història
La gran tina ubicada al celler de can Fontclara presenta una inscripció incisa gravada a la capa de morter que la revesteix. Es gravà quan el material encara era tou i amb la punta de la paleta. Es llegeix l'any "1779", dins un oval també simplement incís.